# ایساکا ساماکه
ایساکا ساماکه (انگلیسی: Issaka Samaké؛ زادهٔ ۲۰ اکتبر ۱۹۹۴) بازیکن فوتبال اهل مالی است.
وی همچنین در تیم ملی فوتبال مالی بازی کرده است.